# Nuriddin Muhitdinov
Nuriddin Akramovich Muhitdinov (uzb. Нуриддин Акрамович Муҳитдинов; ros. Нуритдин Акрамович Мухитдинов, Nuritdin Akramowicz Muchitdinow) (ur. 19 listopada 1917 w pobliżu Taszkentu, zm. 27 sierpnia 2008 w Taszkencie) – radziecki i uzbecki polityk, dwukrotny prezes Rady Ministrów Uzbeckiej Socjalistycznej Republiki Radzieckiej (1951–1953 i 1954−1955), członek Prezydium Komitetu Centralnego KPZR (1957-1961), I sekretarz Komunistycznej Partii Uzbekistanu (1955–1957).

## Życiorys
W 1932 wstąpił do Ligi Młodych Komunistów, w 1935 ukończył szkołę średnią, 1939–1946 pracował w Armii Czerwonej i Komsomole. We wrześniu 1939 brał udział w agresji ZSRR na Polskę, tj. zajęciu zachodniej Ukrainy, a w 1942 w bitwie pod Stalingradem. 1948-1950 sekretarz rejonowego komitetu WKP(b) w Namanganie, a 1950-1951 w Taszkencie. 18 V 1951 – 6 IV 1953, a później 18 XII 1954 – 22 XII 1955 był prezesem Rady Ministrów Uzbeckiej SRR. Następnie, po wizycie Chruszczowa i Bułganina w Taszkencie, został I sekretarzem KP Uzbekistanu (do 18 XII 1957). Od 27 II 1956 zastępca członka, a od 17 XII 1957 do 17 X 1961 członek Prezydium Komitetu Centralnego KPZR. 1966–1968 pierwszy zastępca przewodniczącego Państwowego Komitetu ds. Stosunków Kulturalnych z Zagranicą Rady Ministrów ZSRR, 1968–1977 ambasador nadzwyczajny i pełnomocny ZSRR w Syrii. 1977-1987 wiceprezes Izby Gospodarczej ZSRR. Później na emeryturze.

## Odznaczenia
- Order Lenina (dwukrotnie)
- Order Rewolucji Październikowej (1987)
- Order Wojny Ojczyźnianej II klasy (1985)

I medale.